# Matej Ižvolt
Matej Ižvolt (ur. 5 czerwca 1986 w Ilavie) – słowacki piłkarz występujący na pozycji prawego pomocnika. Od 2018 roku jest zawodnikiem SV Gaflenz.

## Kariera klubowa
Karierę piłkarską Ižvolt rozpoczął w klubie ZŤS Dubnica. W 2002 roku awansował do kadry pierwszej drużyny. W sezonie 2002/2003 zadebiutował w niej w pierwszej lidze słowackiej. ZŤS Dubnica reprezentował do końca sezonu 2006/2007.
W 2007 roku Ižvolt przeszedł do Slovana Bratysława. W sezonie 2008/2009 wywalczył ze Slovanem tytuł mistrza kraju. Po tym sukcesie odszedł do Tatrana Preszów, w którym spędził następne rozgrywki. W latach 2010–2012 występował w MFK Dubnica, gdzie rozegrał 61 spotkań, zdobywając 12 bramek.
16 lipca 2012 Słowak podpisał roczny kontrakt z Piastem Gliwice.
We wrześniu 2015 został zawodnikiem MFK Frýdek-Místek.
| Sezon   | Klub              | Kraj     | Rozgrywki   | Mecze | Bramki |
| ------- | ----------------- | -------- | ----------- | ----- | ------ |
| 2002/03 | ZŤS Dubnica       | Słowacja | I liga      |       |        |
| 2003/04 | ZŤS Dubnica       | Słowacja | I liga      |       |        |
| 2004/05 | ZŤS Dubnica       | Słowacja | I liga      | 31    | 6      |
| 2005/06 | ZŤS Dubnica       | Słowacja | I liga      | 31    | 0      |
| 2006/07 | ZŤS Dubnica       | Słowacja | I liga      | 10    | 3      |
| 2007/08 | Slovan Bratysława | Słowacja | I liga      | 20    | 1      |
| 2008/09 | Slovan Bratysława | Słowacja | I liga      | 7     | 0      |
| 2009/10 | Tatran Preszów    | Słowacja | I liga      | 22    | 2      |
| 2010/11 | MFK Dubnica       | Słowacja | I liga      | 32    | 4      |
| 2011/12 | MFK Dubnica       | Słowacja | II liga     | 29    | 8      |
| 2012/13 | Piast Gliwice     | Polska   | Ekstraklasa | 21    | 1      |
| 2013/14 | Piast Gliwice     | Polska   | Ekstraklasa | 22    | 0      |
| 2014/15 | Piast Gliwice     | Polska   | Ekstraklasa | 8     | 0      |
| 2015/16 | MFK Frýdek-Místek | Czechy   | II liga     | 24    | 3      |
| 2016/17 | MFK Frýdek-Místek | Czechy   | II liga     | 25    | 2      |
| 2017/18 | Fotbal Trzyniec   | Czechy   | II liga     | 20    | 2      |

## Kariera reprezentacyjna
W 2007 roku Ižvolt występował w reprezentacji Słowacji U-21.

## Sukcesy
- Corgoň Liga: 2008/2009